# Volárna
Volárna je obec ležící v okrese Kolín asi 8 km severně od Kolína. Má 542 obyvatel a její katastrální území má rozlohu 406 ha. V roce 2011 zde bylo evidováno 188 adres. Leží v nadmořské výšce 196 m n. m. Obec leží na území bývalé vsi Břežany, která zanikla v roce 1420.[zdroj⁠?!]
Volárna je také název katastrálního území o rozloze 4,06 km².

## Historie
První písemná zmínka o obci pochází z roku 1778.

### Územněsprávní začlenění
Dějiny územněsprávního začleňování zahrnují období od roku 1850 do současnosti. V chronologickém přehledu je uvedena územně administrativní příslušnost obce v roce, kdy ke změně došlo:
- 1850 země česká, kraj Pardubice, politický i soudní okres Kolín[6]
- 1855 země česká, kraj Čáslav, soudní okres Kolín
- 1868 země česká, politický i soudní okres Kolín
- 1939 země česká, Oberlandrat Kolín, politický i soudní okres Kolín[7]
- 1942 země česká, Oberlandrat Praha, politický i soudní okres Kolín[8]
- 1945 země česká, správní i soudní okres Kolín[9]
- 1949 Pražský kraj, okres Kolín[10]
- 1960 Středočeský kraj, okres Kolín
- 2003 Středočeský kraj, obec s rozšířenou působností Kolín

### Rok 1932
Ve vsi Volárna (720 obyvatel) byly v roce 1932 evidovány tyto živnosti a obchody: holič, 2 hostince, kovář, 2 půjčovny mlátiček, rolník, 2 řezníci, 2 obchody se smíšeným zbožím, spořitelní a záložní spolek pro Volárnu, trafika, velkostatek.

## Přírodní památka Váha
Severně od vesnice se nachází chráněná přírodní památka Váha. Jde o starou vodní nádrž uprostřed polí, obrostlou stromovým parkem, která byla zřízena k ochraně vzácné vodní a bahenní květeny. Dříve se zde vyskytoval v Česku vzácný růžkatec potopený.

## Doprava
Dopravní síť
- Pozemní komunikace – Do obce vedou silnice III. třídy. Ve vzdálenosti 1 km je silnice II/328 Jičíněves – Městec Králové – Kolín.

- Železnice – Železniční trať ani stanice na území obce nejsou. Nejbližší železniční stanicí je Velký Osek ve vzdálenosti 3,5 km ležící na trati 020 z Velkého Oseka do Chlumce nad Cidlinou a na trati 231 mezi Kolínem a Nymburkem.

Veřejná doprava 2025
- Autobusová doprava – V obci má zastávku linka 537 v trase Jestřabí Lhota - Volárna - Býchory - Konárovice - Tři Dvory - Kolín,nádraží, dále linka 705 v trase Poděbrady,žel.st. - Odřepsy - Libice n.C.,U Kostela - Opolany - Sány - Jestřabí Lhota - Volárna - Velký Osek,nádraží - Veltruby,Školní - Kolín,nádraží - Červené Pečky,nám. - Kutná Hora,aut.st. - Třebešice - Kluky - Močovice - Čáslav,Obchodní centrum a také linka 706 v trase Žiželice,nám. - Choťovice - Žehuň - Dobšice - Jestřabí Lhota - Volárna - Ovčáry - Kolín,nádraží - Kořenice - Bečváry - Zásmuky,nám. - Církvice - Vavřinec - Skvrňov - Uhlířské Janovice,nám.

## Další fotografie

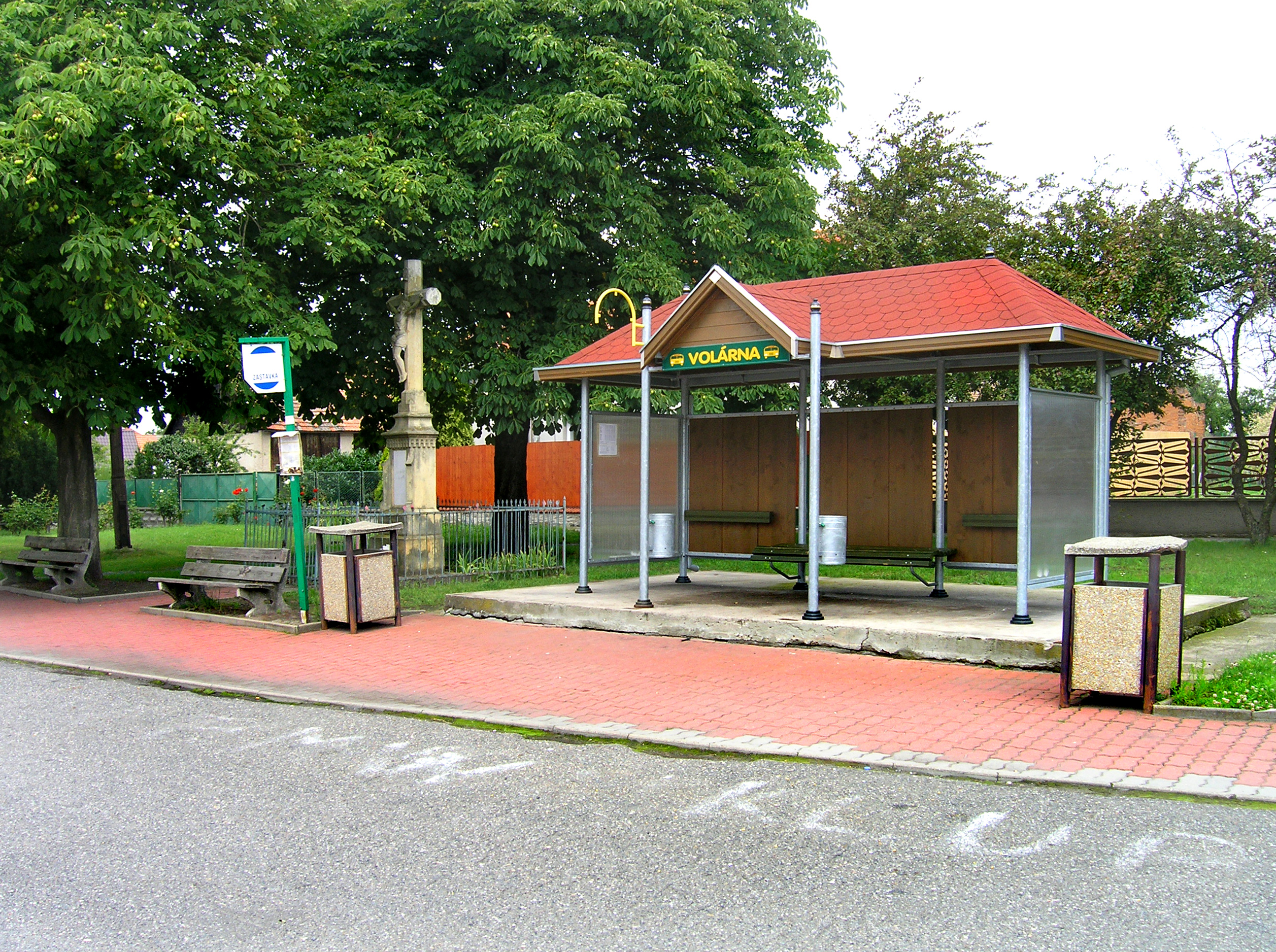
Zastávka na návsi
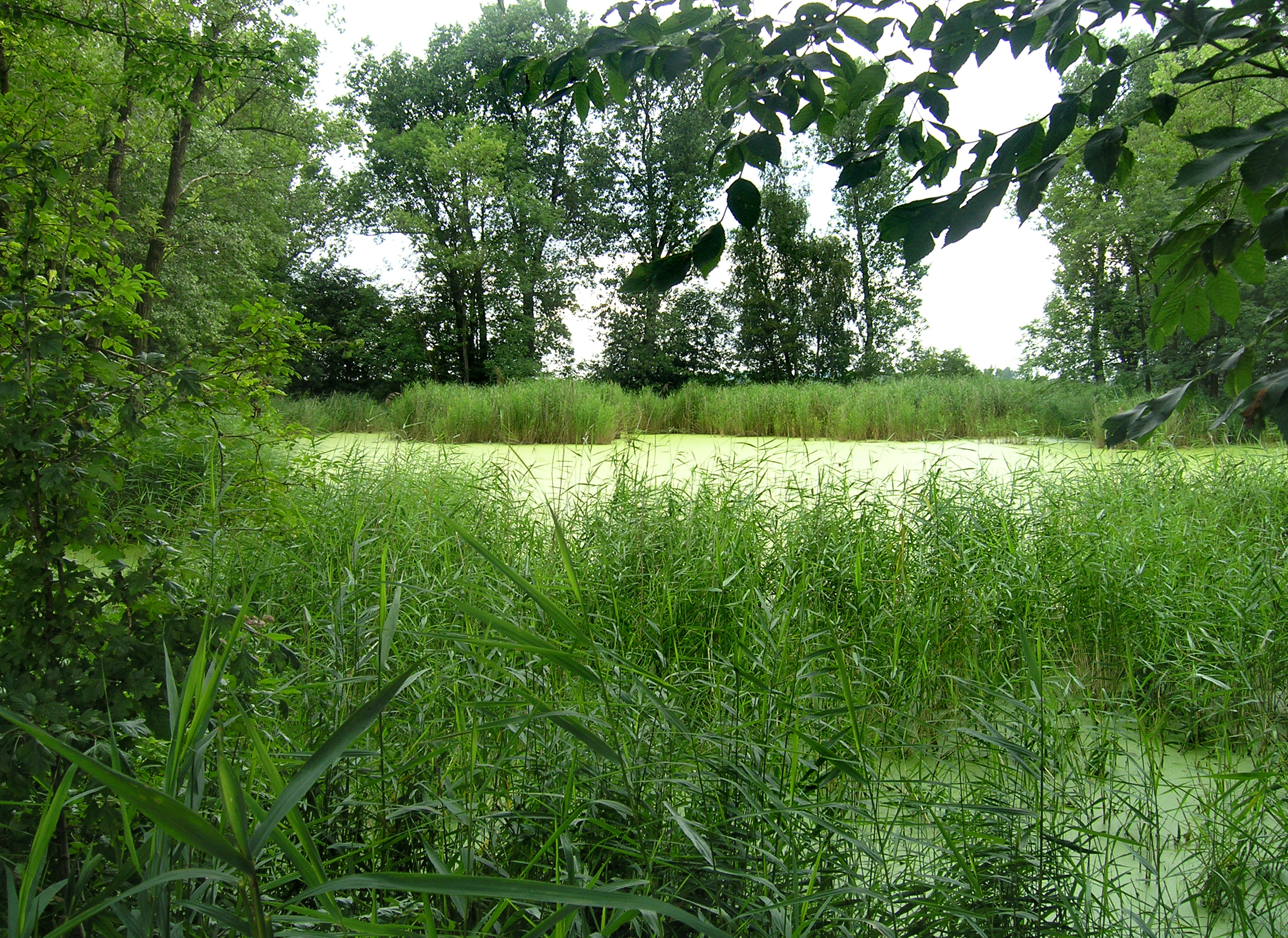
Přírodní památka Váha